# The Secret of Life
The Secret of Life är ett musikalbum av musikensemblen The Ukulele Orchestra of Great Britain, utgivet 2003. På skivan gör de varianter på kända låtar som "Je T'aime... Moi Non Plus" (Serge Gainsbourg & Jane Birkin), "Le Freak"' (Chic) och "MacArthur Park" (Jimmy Webb).

## Låtlista
1. "Miss Dy-na-mi-tee" (Ms. Dynamite) – 3:09
2. "Leaning on a Lampost" (Noel Gay) – 3:13
3. "Hard to Handle" (Otis Redding, Allen Jones, Alvertis Isbell) – 2:27
4. "Wonderful Land" (Jerry Lordan) – 2:08
5. "Je T'aime... Moi Non Plus" (Serge Gainsbourg) – 2:51
6. "MacArthur Park" (Jimmy Webb) – 6:13
7. "Le Freak" (Nile Rodgers, Bernard Edwards) – 3:33
8. "Only You" (Buck Ram) – 2:32
9. "Antiphon" (George Hinchliffe, Kitty Lux) – 2:04
10. "The Stage" (Tony Penultimate) – 3:19
11. "You Talk About My Drinking" (David Suich) – 3:11
12. "The Secret of Life" (George Hinchliffe, Kitty Lux) – 5:35

## Medverkande
- The Ukulele Orchestra of Great Britain:
  - George Hinchliffe
  - Kitty Lux
  - Will Grove-White
  - David Suich
  - Peter Brooke-Turner
  - Jonty Bankes
- Richard Durrant — ukulele (1, 4, 6 & 12)